# Ammotretis brevipinnis
Ammotretis brevipinnis är en fiskart som beskrevs av Norman 1926. Ammotretis brevipinnis ingår i släktet Ammotretis och familjen flundrefiskar. Inga underarter finns listade i Catalogue of Life.